# Кононович, Иосиф Казимирович
Иосиф Казимирович Кононович (1863—1921) — русский военачальник, генерал-лейтенант.

## Биография
Родился 13 мая 1863 года в католической семье дворян Виленской губернии. Сын генерал-майора Казимира Иосифовича Кононовича, брат генерал-майора Н. К. Кононовича.
Образование получил в 1-м кадетском корпусе. В военную службу вступил 17 августа 1881 года. Затем окончил 1-е военное Павловское училище (1883) и был выпущен в лейб-гвардии Гренадерский полк. Подпоручик гвардии (ст. 12.08.1883). Поручик (ст. 12.08.1887). Штабс-капитан (ст. 02.04.1895). Капитан (ст. 06.05.1900). Командовал ротой.
Участник русско-японской войны 1904—1905 годов. Полковник (ст. 02.04.1906). Командир 138-го пехотного Болховского полка (18.11.1910-01.1915).
Участник Первой мировой войны. Генерал-майор (пр. 14.11.1914; ст. 19.08.1914; за боевые отличия). Командир 2-й бригады 75-й пехотной дивизии (01.-06.1915). Командир лейб-гвардии Литовского полка (06.1915-29.10.1916). Командир 1-й бригады гвардии стрелковой дивизии (29.10.1916-07.04.1917). С 7 апреля 1917 года — командующий 83-й пехотной дивизией.
После Октябрьской революции, с 30 ноября 1917 года, находился в резерве чинов при штабе Киевского военного округа. Участник Белого движения на юге России в Добровольческой армии и ВСЮР. В резерве чинов при штабе Главнокомандующего ВСЮР с 31 декабря 1918 года. В резерве чинов при штабе войск Юго-Западного края с 22 января 1919 года. В резерве чинов при штабе Главнокомандующего ВСЮР с 31 января 1919 года. Член особой комиссии при Главнокомандующем ВСЮР с 11 марта 1919 года. 22 июля 1919 года был прикомандирован к отделу Генштаба Военного управления. В штабе войск Новороссийской области находился с 19 июня по 15 октября 1919 года. На 8 ноября 1919 года — начальник Новороссийской местной бригады. Был ранен 15 декабря 1919 года. Звание генерал-лейтенанта было присвоено 8 ноября 1919 года.
После Гражданской войны находился в эмиграции в Югославии. Умер там же в городе Дубровник 15 декабря 1921 года.

## Награды
- Награждён орденом Св. Георгия 4-й степени (27 июля 1916 — за бой 05.09.1915 при отходе 10-й армии от Вильно, где оборонял левый боевой участок 3-й гв. пех. дивизии у д. Тартак, частью своего полка без выстрелов атаковал неприятельскую позицию у д. Ныдзяны и штыковым ударом овладел окопами, захватив 2 пулемета и пленных, а другой частью сил отбил 6 атак немцев со стороны м. Быстрица, чем способствовал успеху дивизии в задержании колонн, обходивших правый фланг и тыл армии) и Георгиевским оружием (16 августа 1916 — за отличия командиром 2-й бригадой 75-й пехотной дивизии).
- Также награждён орденами Св. Станислава 3-й степени (09.04.1900); Св. Анны 3-й степени (15.06.1903); Св. Владимира 4-й степени с мечами и бантом (30.12.1906); Св. Станислава 2-й степени с мечами (13.05.1905); Св. Анны 2-й степени (06.12.1909); Св. Владимира 3-й степени (13.05.1914); мечи к нему (04.02.1915); мечи и бант к ордену Св. Анны 3-й степени (ВП 14.05.1915); Св. Станислава 1-й степени с мечами (03.08.1915); мечи к ордену Св. Анны 2-й степени (23.03.1916); Св. Анны 1-й степени с мечами (21.11.1916); Св. Владимира 2-й степени с мечами (12.05.1917).